# 常春藤聯盟
常春藤聯盟（英語：Ivy League）是由美国東北部8所大學所組成的聯盟，由哈佛大学、普林斯顿大学、耶鲁大学、哥伦比亚大学、宾夕法尼亚大学、康奈尔大学、布朗大学及达特茅斯学院组成。常春藤聯盟最初是1954年這8所學校組成的体育赛事联盟。目前常春藤聯盟一詞，已用於指稱由這8所學校組成的精英大學聯盟，具有良好學術聲望、嚴格入學標準以及社會精英主義的內涵。时至今日，斯坦福大学、加州大学伯克利分校、麻省理工学院及芝加哥大学等其余顶尖大学亦被美国社会认可为与常春藤盟校齐名的常春藤+（英语：Ivy Plus）联盟。

## 历史

八所藤校依次分布

常春藤聯盟的前身是一個非正式的大學美式足球賽事，起源於1900年，當年耶魯大學捧得首個冠軍。多年來美國陸軍学院和空軍学院也曾參加過常春藤的美式足球比賽，但是在聯盟正式成立前不久退出。
直到1936年，体育专栏作家John Kieran就注意到哈佛大学、賓夕法尼亞大學、普林斯顿大学、耶鲁大学、哥伦比亚大学、康奈尔大学、达特茅斯学院的校刊学生编辑们在提倡建立一个顶级学院的体育竞赛协会，以代表社会精英群体。
1937年紐約《先驅論壇報》首次用長在牆上的常春藤的比喻來形容這些參加美式足球比賽的學校。1945年，8所大學的體育教練們簽署了首個常春藤協議，為8支參賽的美式足球隊設立了學術、財政和運動標準。1954年，這項協議被擴展到其他所有運動，該年也被認為是常春藤聯盟正式成立的年份。

## 成員
| 学院名称       |  | 地址               | 成立年代                                                                | 创校宗教派系                                               |
| -------------- |  | ------------------ | ----------------------------------------------------------------------- | ---------------------------------------------------------- |
| 哈佛大学       |  | 麻萨诸塞州劍橋     | 1636创立之初名为新学院                                                  | 加尔文宗（主要是公理会信徒、清教徒）；也有少部分一位论派。 |
| 耶鲁大学       |  | 康涅狄格州纽黑文   | 1701创立之初名为学院学校                                                | 加尔文宗（公理会）                                         |
| 普林斯顿大学   |  | 新泽西州普林斯顿   | 1746名为新泽西学院                                                      | 无宗派，但是由克尔文派信徒创建（长老教会）。               |
| 哥伦比亚大学   |  | 纽约州纽约市       | 1754名为国王学院 (King's college)                                       | 由圣公会创立。                                             |
| 宾夕法尼亚大学 |  | 宾夕法尼亚州费城   | 1740创立之初费城教会慈善学院(Church and Charity School of Philadelphia) | 无宗派，但是由英国圣公会成员建立。                         |
| 布朗大学       |  | 罗德岛州普洛威顿斯 | 1764名为英属罗德岛和普洛文德斯殖民地学院。                              | 浸信会，但是成立章程写明不从事宗教活动并且信仰自由。       |
| 达特茅斯学院   |  | 新罕布什尔州汉诺威 | 1769                                                                    | 加尔文宗（公理教会）                                       |
| 康奈尔大学     |  | 纽约州伊萨卡       | 1865                                                                    | 无宗派                                                     |

## 成員特點
|                | 申请人数 | 录取率 |
| -------------- | -------- | ------ |
| 布朗大学       | 46,568   | 5.4%   |
| 哥伦比亚大学   | 60,551   | 3.7%   |
| 康乃尔大学     | 67,380   | 8.7%   |
| 达特茅斯学院   | 28,357   | 6.2%   |
| 哈佛大学       | 57,435   | 3.4%   |
| 宾夕法尼亚大学 | 56,333   | 5.7%   |
| 普林斯顿大学   | 37,601   | 4.0%   |
| 耶鲁大学       | 46,905   | 4.6%   |

這8所學校有著許多共同的特點：
- 產生最多羅德獎學金得主
- 建立于美国独立以前（除了康乃尔大学之外）
- 私人辦學，但同时接受政府資助和私人捐赠，與公立大學一樣，例如康乃尔大学有4所學院是完全由政府支持的。
- 新教背景。殖民时期纽约的英格兰教会国王学院在独立战争中分裂，并被改革为无宗派的哥伦比亚大学。在19世纪早期，尽管克尔文派牧师都是由宗教团体培养的，但是每个常青藤学校仍然有很强的宗教控制成分，比如每个学校都强制的礼拜活动一直延续到20世纪才终止。宾州大学和布朗大学虽然建立之初是以非宗教学校建立的，但是比如布朗的董事会却是22个浸信會教徒、5个貴格會教徒、4个公理會教徒和5个圣公会教徒。唯一只有康乃尔大学保持了非宗教的独立性，即便如此，校园内的多个教堂也是主要建筑。
- 直到19世纪60年代，除了康乃尔大学以外，其他学校都是仅招收男性学员，最晚的哥伦比亚在1983才开始和女子大学联合办学，引入了女性。二战后，这些常青藤学校开始逐渐放松了門檻（人种和性别），至今常春藤盟校每年吸引擁有不同专长的高中毕业生。[15]

## 学生构成
自2000年起，每所学校的录取率从6%到16%不等，被录取生以来自新英格兰地区（美国的东北部地区）的学生占多数，特别是纽约、波士顿，以及费城地区。常春藤的八所学校都坐落于东北部，大多数学生从学校毕业之后在东北部工作、生活。哈佛大学2013年发布的调查指出，42%来自东北部地区的学生，和55%的全体学生都计划在东北部定居。一直以来，纽约和波士顿是毕业生工作生活的首选之地。
|                | 亚裔美国人 | 非裔美国人 | 拉丁裔美国人 | 非拉丁裔白种人 | 其他种族 | 未知 |
| -------------- | ---------- | ---------- | ------------ | -------------- | -------- | ---- |
| 布朗大学       | 14%        | 6%         | 10%          | 45%            | 14%      | 11%  |
| 哥伦比亚大学   | 15%        | 8%         | 13%          | 41%            | 17%      | 6%   |
| 康奈尔大学     | 17%        | 6%         | 10%          | 46%            | 13%      | 10%  |
| 达特茅斯学院   | 14%        | 8%         | 9%           | 48%            | 13%      | 8%   |
| 哈佛大学       | 12%        | 7%         | 9%           | 45%            | 22%      | 6%   |
| 宾夕法尼亚大学 | 19%        | 7%         | 8%           | 46%            | 13%      | 7%   |
| 普林斯顿大学   | 18%        | 7%         | 8%           | 49%            | 15%      | 3%   |
| 耶鲁大学       | 15%        | 6%         | 8%           | 58%            | 5%       | 8%   |
| 美国全境       | 5%         | 13%        | 17%          | 63%            | 4%       | 暂无 |

## 声望
人们经常会把常春藤联盟与美国的華斯普群体联系在一起。
事实上「华斯普」这个词本身就是在1964年出版的书《新教当权者：美国的贵族和社会等级》中被宾夕法尼亚大学教授波茨尔（E. Digby Baltzell）所推广。虽然常春藤盟校的学生都来自家境优越的上级阶层，也往往來自新英格蘭，但目前的学生群体无论在家庭经济条件方面，还是种族、地域方面，都呈现了多样化的趋势。学校也设有专门的补助金项目以资助那些家境不太好的学生。但有数据表明，在校生中的寒门子弟仍然是少数。

美国仅次于最早的哈佛的第二古老大学威廉和玛丽大学就是由爱丁堡大学的毕业生建立的。1766年建立的新泽西州立大学（罗格斯大学）创始人几乎全是常青藤毕业生。现在美国西海岸最好的斯坦福大学建校之初的教员和董事会则几乎全是康奈尔大学教员，包括其第一任校长大卫·斯塔尔·乔丹。而美国西海岸最著名的加州大学系统的主要创始人則都是来自耶鲁大学，因此就连作為第一所学校的柏克萊加州大學主色系都是耶鲁的代表色蓝色再加上加州闻名的金色。

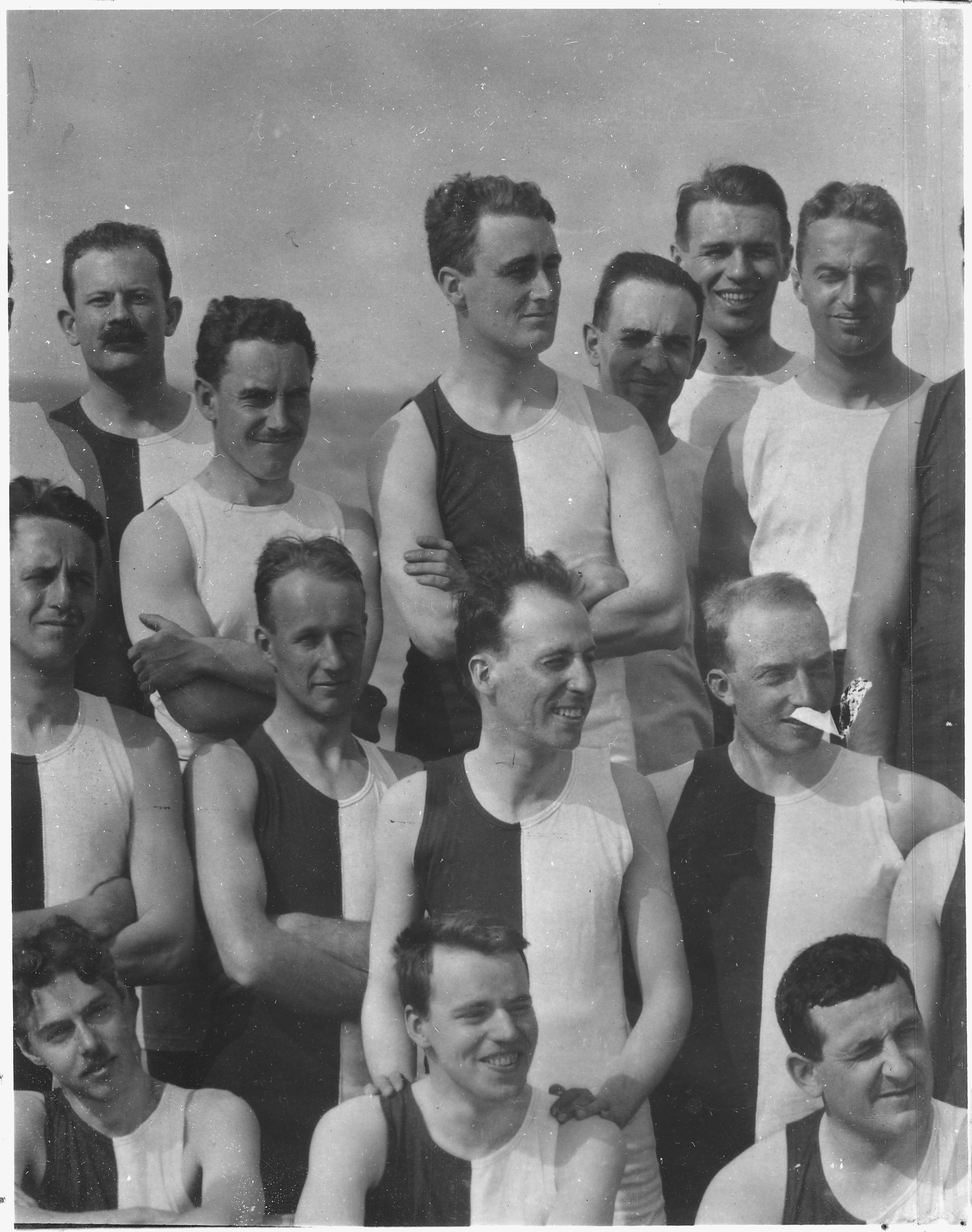
后来当上了美国总统的富兰克林·德拉诺·罗斯福与他的哈佛同学

迄今为止，44名曾担任美国总统的人士中，就有16名是毕业于常春藤盟校的。有8名总统是从哈佛大学毕业，5名从耶鲁大学毕业，3名（其中两名获得荣誉学位）从哥伦比亚大学毕业，2名从普林斯顿大学毕业，还有7名肄业，其中有3名是转校生：唐納·川普总统從福坦莫大學转至賓夕法尼亞大學，奥巴马总统从洛杉矶西方学院转至哥伦比亚大学，而约翰·肯尼迪总统从联盟内的普林斯顿大学转至哈佛大学。而美国总统中第一个从常春藤盟校毕业的是约翰·亚当斯，1755年从哈佛大学毕业。
| 美国总统              | 就读学校                                     |
| --------------------- | -------------------------------------------- |
| 约翰·亚当斯           | 哈佛大学（1755）                             |
| 詹姆斯·麦迪逊         | 普林斯顿大学（1771）                         |
| 约翰·昆西·亚当斯      | 哈佛大学（1787）                             |
| 威廉·亨利·哈里森      | 宾夕法尼亚大学（肄业）                       |
| 拉瑟福德·伯查德·海斯  | 哈佛大学法学院（1845）                       |
| 西奥多·罗斯福         | 哈佛大学、哥伦比亚大学法学院（1880）         |
| 威廉·霍华德·塔夫脱    | 耶鲁大学（1878）                             |
| 伍德罗·威尔逊         | 普林斯顿大学（1879）                         |
| 富兰克林·罗斯福       | 哈佛大学（1903）、哥伦比亚大学法学院（肄业） |
| 约翰·肯尼迪           | 哈佛大学（1940）                             |
| 杰拉尔德·福特         | 耶鲁大学法学院（1941）                       |
| 乔治·赫伯特·沃克·布什 | 耶鲁大学（1948）                             |
| 比尔·克林顿           | 耶鲁大学法学院（1973）                       |
| 乔治·沃克·布什        | 耶鲁大学（1968）、哈佛大学商学院（1975）     |
| 贝拉克·奥巴马         | 哥伦比亚大学（1983）、哈佛大学法学院（1991） |
| 唐納·川普             | 宾夕法尼亚大学沃顿商学院（1968）             |

## 常春藤+
常春藤+一词指的是上述最初的八所常春藤盟校以及其他四所大学，包括史丹佛大學、麻省理工学院、加州大學柏克萊分校和芝加哥大学。这些高校除了享有与常春藤高校同等的排名和声望之外，还因正式与常春藤盟校参与学术交流计划、组成大学联盟及共享学术资源等因素而被社会广泛认可为与常春藤盟校同一水平之高校及美国顶级大学的代名词。

## 又见
- 公立常春藤、南方常春藤、小常春藤
- 大学运动联盟、十大联盟、大西洋沿岸联盟

## 外部連結
- 中国驻美领事馆支持的常青藤中国学生学者联盟
- 常春藤體育聯盟官方網站 （页面存档备份，存于）
- 布朗大學 （页面存档备份，存于）
- 哥倫比亞大學 （页面存档备份，存于）
- 康乃爾大學 （页面存档备份，存于）
- 達特茅斯學院 （页面存档备份，存于）
- 哈佛大學 （页面存档备份，存于）
- 賓州大學 （页面存档备份，存于）
- 普林斯頓大學 （页面存档备份，存于）
- 耶魯大學 （页面存档备份，存于）